# Sénégal
De rivier de Sénégal heeft haar oorsprong in het bergachtig Fouta Djalon in Guinee, waar ze gevormd wordt door het samensmelten van twee andere rivieren, namelijk de Semefé (Bakoye) en de Bafing. Ze vloeit door Mali en vormt verder de grens tussen Senegal en Mauritanië om ten slotte uit te monden in de Atlantische Oceaan via een delta aan de stad Saint-Louis in Senegal. Deze rivier heeft een lengte van 1086 km.
Het debiet van de rivier is sterk afhankelijk van de hoeveelheid regen die valt tijdens het regenseizoen in de bergketens van Guinee en Mali. De periode van hoog debiet begint in juli met een piek in oktober en neemt daarna weer snel af. Van november tot eind juni is het laagwaterseizoen.
De tabel hieronder geeft het debiet van de rivier bij Dagana weer, op ongeveer 207 kilometer van de monding. De getallen geven het debiet in kubieke meters per seconde aan.
| Periode   | jan | febr | mrt | apr | mei | juni | juli | aug  | sept | okt  | nov  | dec |
| --------- | --- | ---- | --- | --- | --- | ---- | ---- | ---- | ---- | ---- | ---- | --- |
| 1903-1974 | 210 | 121  | 68  | 34  | 18  | 33   | 428  | 1203 | 1971 | 2260 | 1446 | 456 |

In de natte periode trad de rivier buiten de oevers. Net als bij de Nijl maakte dit het land vruchtbaar en werden de waterreserves aangevuld. Bleef deze overstroming uit door droogte dan kampten de boeren met een lagere landbouwproductie met zelfs hongersnood tot gevolg. Om de waterstand beter te reguleren zijn dammen aangelegd.
In 1972 werd l’Organisation pour la mise en valeur du fleuve Sénégal (OMVS) opgericht. In deze organisatie werken drie landen in het stroomgebied van de rivier samen. Guinee is hierbij als enige niet betrokken. De organisatie heeft tot doel de rivier te benutten voor de irrigatie, de opwekking van elektriciteit en de scheepvaart.
In 1986 werd de Diamadam gebouwd op 27 km van de monding, het voornaamste doel was het beletten van de instroom van zout water naar het binnenland gedurende het droog seizoen. Een tweede dam, de Manantalidam, werd in 1989 gebouwd in Mali op 1200 km van de monding en doet dienst als reservoir.